# Craugastor phasma
Craugastor phasma là một loài ếch thuộc họ Leptodactylidae.
Loài này có ở Costa Rica và có thể có ở Panama.
Môi trường sống tự nhiên của chúng là vùng núi ẩm nhiệt đới hoặc cận nhiệt đới và sông ngòi.